# Eleição municipal de Juiz de Fora em 1988
A eleição municipal de Juiz de Fora em 1988 ocorreu em 15 de novembro. O prefeito era Tarcísio Delgado do PMDB. O prefeito eleito foi Alberto Bejani do PJ, que derrotou Murílio Hingel do PMDB.

## Candidatos
| Candidatos a prefeito | Candidatos a vice-prefeito | Número | Coligação          |
| --------------------- | -------------------------- | ------ | ------------------ |
| Alberto Bejani PJ     | — PJ                       | 36     | PJ, PFL, PSD       |
| Murílio Hingel PMDB   | — PMDB                     | 15     | PMDB, PL           |
| Custódio Mattos PSDB  | — PSDB                     | 45     | PSDB, PDT          |
| Mello Reis PDS        | — PDS                      | 11     | PDS, PDC, PSC      |
| José de Castro PTB    | — PTB                      | 14     | PTB                |
| José Luiz Guedes PSB  | — PSB                      | 40     | PSB, PCB, PCdoB    |
| Jorge Lima PT         | — PT                       | 13     | PT (sem coligação) |

## Resultado da eleição para prefeito

### Turno único
| Candidatos a prefeito | Número | Coligação       | Votação | Percentual |
| --------------------- | ------ | --------------- | ------- | ---------- |
| Alberto Bejani PJ     | 36     | PJ, PFL, PSD    | 58.248  | 33,80%     |
| Murílio Hingel PMDB   | 15     | PMDB, PL        | 39.946  | 23,20%     |
| Custódio Mattos PSDB  | 45     | PSDB, PDT       | 33.113  | 19,20%     |
| Mello Reis PDS        | 11     | PDS, PDC, PSC   | 28.104  | 16,30%     |
| Jorge Lima PT         | 13     | PT              | 4.747   | 2,75%      |
| José de Castro PTB    | 14     | PTB             | 4.091   | 2,40%      |
| José Luiz Guedes PSB  | 40     | PSB, PCB, PCdoB | 3.897   | 2,30%      |